# Чемпіонат України з легкої атлетики 2012
Чемпіонат України з легкої атлетики 2012 серед дорослих був проведений 12-15 червня в Ялті на стадіоні «Авангард».

## Призери основного чемпіонату

### Чоловіки
| Дисципліни                | Золото                                                                                      | Золото   | Срібло                                                                        | Срібло   | Бронза                                                                         | Бронза   |
| ------------------------- | ------------------------------------------------------------------------------------------- | -------- | ----------------------------------------------------------------------------- | -------- | ------------------------------------------------------------------------------ | -------- |
| 100 метрів                | Сергій Смелик Луганська область                                                             | 10,38    | Сергій Сагуткін Запорізька область                                            | 10,48    | Руслан Перестюк Харківська область                                             | 10,54    |
| 200 метрів                | Сергій Смелик Луганська область                                                             | 20,63    | Ігор Бодров Харківська область                                                | 20,76    | Віталій Корж Сумська область                                                   | 20,84    |
| 400 метрів                | Віталій Бутрим Сумська область                                                              | 45,90    | Володимир Бураков Київ                                                        | 46,32    | Євген Гуцол Сумська область                                                    | 46,73    |
| 800 метрів                | Ігор Давидов Київ                                                                           | 1.46,98  | Віктор Тюменцев Київ                                                          | 1.47,47  | Олег Каяфа Хмельницька область                                                 | 1.47,56  |
| 1500 метрів               | Олександр Борисюк Волинська область                                                         | 3.49,98  | Віктор Приходько Чернівецька область                                          | 3.50,68  | Станіслав Маслов Київська область                                              | 3.51,10  |
| 5000 метрів               | Микола Лабовський Чернівецька область                                                       | 13.23,50 | Сергій Лебідь Донецька область                                                | 13.35,35 | Сергій Чєбєряк Білорусь                                                        | 13.56,51 |
| 110 метрів з бар'єрами    | Сергій Копанайко Київ                                                                       | 13,77    | Олексій Касьянов Запорізька область                                           | 14,01    | Артем Шаматрин Дніпропетровська область                                        | 14,33    |
| 400 метрів з бар'єрами    | Станіслав Мельников Одеська область                                                         | 49,53    | Денис Тесленко Дніпропетровська область                                       | 50,45    | Денис Нечипоренко Черкаська область                                            | 50,51    |
| 3000 метрів з перешкодами | Вадим Слободенюк Рівненська область                                                         | 8.37,12  | Віктор Косянчук Житомирська область                                           | 8.45,88  | Сергій Лисенко Полтавська область                                              | 8.46,50  |
| 4×100 метрів              | Сумська областьЄвген Гуцол Віталій Бутрим Віталій Корж Юрій Штанов                          | 40,44    | Тернопільська областьНазар Рибій Віталій Чикало Андрій Панькевич Олег Данилюк | 41,08    | Донецька областьДенис Денисов Данило Акімочкін Максим Дмитрук Олександр Кащеєв | 41,28    |
| 4×400 метрів              | Дніпропетровська областьОлександр Савченко Денис Тесленко Микола Жевнер Анатолій Синянський | 3.10,11  | Сумська областьОлег Голубченко Вадим Савін Віталій Бутрим Євген Гуцол         | 3.12,08  | Вінницька областьІван Вітов Михайло Книш Сергій Долгий Роман Головащенко       | 3.12,21  |
| Стрибки у висоту          | Андрій Проценко Херсонська область                                                          | 2,31     | Богдан Бондаренко Харківська область                                          | 2,23     | Олександр Нартов Харківська область                                            | 2,20     |
| Стрибки з жердиною        | Владислав Ревенко Київська область                                                          | 5,55     | Іван Єрьомін Дніпропетровська областьДенис Юрченко Донецька область           | 5,55     | не вручалась                                                                   |          |
| Стрибки в довжину         | Іван Ліхачов Донецька область                                                               | 7,90     | Віктор Кузнєцов Київська область                                              | 7,90     | Максим Москаленко Дніпропетровська область                                     | 7,62     |
| Потрійний стрибок         | Микола Саволайнен Черкаська область                                                         | 16,74    | Євген Семененко Харківська область                                            | 16,73    | Юрій Опацький Донецька область                                                 | 16,53w   |
| Штовхання ядра            | Андрій Семенов Одеська область                                                              | 20,05    | Дмитро Савицький Одеська область                                              | 19,57    | Віктор Самолюк Київська область                                                | 18,40    |
| Метання диска             | Микита Нестеренко Дніпропетровська область                                                  | 62,84    | Олексій Семенов Донецька область                                              | 62,25    | Станіслав Нестеровський Дніпропетровська область                               | 62,00    |
| Метання молота            | Олександр Дриголь Дніпропетровська область                                                  | 78,32    | Андрій Мартинюк Черкаська область                                             | 77,70    | Артем Рубанко Київ                                                             | 77,10    |
| Метання списа             | Олександр П'ятниця Дніпропетровська область                                                 | 84,87    | Роман Авраменко АР Крим                                                       | 81,87    | Олександр Ничипорчук Київ                                                      | 78,00    |

### Жінки
| Дисципліни                | Золото                                                                            | Золото   | Срібло                                                                             | Срібло   | Бронза                                                                         | Бронза   |
| ------------------------- | --------------------------------------------------------------------------------- | -------- | ---------------------------------------------------------------------------------- | -------- | ------------------------------------------------------------------------------ | -------- |
| 100 метрів                | Олеся Повх Запорізька область                                                     | 11,11    | Наталя Погребняк Харківська область                                                | 11,29    | Марія Шмідова Донецька область                                                 | 11,59    |
| 200 метрів                | Єлизавета Бризгіна Луганська область                                              | 22,69    | Вікторія Кащеєва Сумська область                                                   | 22,71    | Христина Стуй Івано-Франківська область                                        | 22,93    |
| 400 метрів                | Аліна Логвиненко Донецька область                                                 | 51,34    | Наталія Пигида Київська область                                                    | 51,42    | Юлія Олішевська Черкаська область                                              | 51,68    |
| 800 метрів                | Наталія Лупу Чернівецька область                                                  | 1.58,46  | Юлія Кревсун Донецька область                                                      | 1.59,25  | Олена Жушман Дніпропетровська область                                          | 1.59,32  |
| 1500 метрів               | Наталія Батрак Харківська область                                                 | 4.21,64  | Діана Киричук Миколаївська область                                                 | 4.21,81  | Юлія Кутах Донецька область                                                    | 4.22,16  |
| 5000 метрів               | Анна Носенко Чернігівська область                                                 | 15.41,29 | Вікторія Погорєльська Харківська область                                           | 15.48,96 | Тетяна Головченко Сумська область                                              | 16.02,77 |
| 100 метрів з бар'єрами    | Євгенія Снігур Харківська область                                                 | 13,23    | Анна Плотіцина Харківська область                                                  | 13,27    | Олена Яновська Волинська область                                               | 13,49    |
| 400 метрів з бар'єрами    | Анна Тітімець Дніпропетровська область                                            | 54,98    | Анна Ярощук Дніпропетровська область                                               | 55,16    | Олена Колесніченко Рівненська область                                          | 57,67    |
| 3000 метрів з перешкодами | Валентина Жудіна Одеська область                                                  | 9.40,47  | Марія Шаталова АР Крим                                                             | 9.44,91  | Валерія Мара АР Крим                                                           | 9.57,81  |
| 4×100 метрів              | Харківська областьАнна Луньова Вікторія Молчанова Анна Плотіцина Олена Чебану     | 45,65    | Львівська областьІрина Савка Ірина Корнєва Ірина Васьків Олена-Ольга Александрович | 46,03    | Запорізька областьЮлія Фенухіна Юлія Семчишина Тетяна Давиденко Алла Ковальова | 47,02    |
| 4×400 метрів              | Донецька областьДарина Приступа Вікторія Ткачук Людмила Потапенко Олена Сидорська | 3.36,37  | Дніпропетровська областьАнастасія Лебідь Ольга Бібік Ганна Печко Юлія Баралей      | 3.37,67  | КиївАнастасія Ковальова Юлія Краснощок Вікторія Ніколенко Ірина Муравйова      | 3.41,47  |
| Стрибки у висоту          | Олена Холоша Миколаївська область                                                 | 1,93     | Віта Стьопіна Миколаївська область                                                 | 1,90     | Ірина Геращенко Київ                                                           | 1,90     |
| Стрибки з жердиною        | Наталія Мазурик Донецька область                                                  | 4,30     | Алевтина Руєва Дніпропетровська область                                            | 4,15     | Ксенія Черткошвілі Донецька область                                            | 4,00     |
| Стрибки в довжину         | Вікторія Рибалко Запорізька область                                               | 6,95     | Маргарита Твердохліб Донецька область                                              | 6,80     | Вікторія Молчанова Харківська область                                          | 6,67     |
| Потрійний стрибок         | Ганна Князєва Київ                                                                | 14,71    | Ганна Демидова Миколаївська область                                                | 14,50    | Руслана Цихоцька Чернівецька область                                           | 14,36w   |
| Штовхання ядра            | Галина Облещук Івано-Франківська область                                          | 17,78    | Ольга Голодна Київська область                                                     | 16,91    | Анна Самолюк Київська область                                                  | 16,65    |
| Метання диска             | Наталія Семенова Донецька область                                                 | 62,90    | Катерина Карсак Одеська область                                                    | 58,88    | Юлія Курило Донецька область                                                   | 56,10    |
| Метання молота            | Ганна Скидан Київ                                                                 | 74,21    | Ірина Новожилова Херсонська область                                                | 73,42    | Ірина Секачова Київська область                                                | 67,44    |
| Метання списа             | Віра Ребрик АР Крим                                                               | 62,61    | Маргарита Дорожон Харківська область                                               | 58,39    | Ганна Хабіна Київ                                                              | 57,77    |

## Окремі чемпіонати
Крім основного чемпіонату в Ялті, протягом року в різних містах України були також проведені чемпіонати України в окремих дисциплінах легкої атлетики серед дорослих спортсменів.

### Стадіонні дисципліни
- Зимовий чемпіонат України з легкоатлетичних метань 2012 був проведений 22-24 лютого в Ялті.
- Чемпіонат України з бігу на 10000 метрів 2012 був проведений 27 травня в Ялті на стадіоні «Авангард».
- Чемпіонат України з легкоатлетичних багатоборств 2012 був проведений 27-28 травня в Ялті на стадіоні «Авангард».

#### Чоловіки
| Дисципліни               | Золото                                  | Золото   | Срібло                                   | Срібло   | Бронза                                     | Бронза   |
| ------------------------ | --------------------------------------- | -------- | ---------------------------------------- | -------- | ------------------------------------------ | -------- |
| Метання диска (зимовий)  | Олексій Семенов Донецька область        | 59,64    | Павло Карсак Одеська область             | 57,83    | Дмитро Поздняков Донецька область          | 50,68    |
| Метання молота (зимовий) | Артем Рубанко Київ                      | 75,46    | Олексій Сокирський АР Крим               | 75,02    | Олександр Дриголь Дніпропетровська область | 74,41    |
| Метання списа (зимовий)  | Олександр Ничипорчук Київ               | 75,33    | Сергій Дячок Київська область            | 74,62    | Рустем Дремджи АР Крим                     | 70,39    |
| 10000 метрів             | Микола Лабовський Чернівецька область   | 28.04,90 | Роман Романенко Дніпропетровська область | 28.28,54 | Богдан Семенович Київська область          | 28.29,46 |
| Десятиборство            | Сергій Чемерис Дніпропетровська область | 7295     | Василь Іваницький Львівська область      | 7080     | Віталій Пінкевич Харківська область        | 6874     |

#### Жінки
| Дисципліни               | Золото                               | Золото   | Срібло                               | Срібло   | Бронза                              | Бронза   |
| ------------------------ | ------------------------------------ | -------- | ------------------------------------ | -------- | ----------------------------------- | -------- |
| Метання диска (зимовий)  | Наталія Семенова Донецька область    | 57,75    | Катерина Карсак Одеська область      | 56,57    | Юлія Курило Донецька область        | 54,09    |
| Метання молота (зимовий) | Ірина Секачова Київська область      | 67,63    | Ганна Скидан Київ                    | 65,54    | Ірина Новожилова Херсонська область | 64,95    |
| Метання списа (зимовий)  | Ганна Гацько Запорізька область      | 61,46    | Маргарита Дорожон Харківська область | 53,89    | Марія Остапчук АР Крим              | 48,15    |
| 10000 метрів             | Тетяна Головченко Сумська область    | 32.10,43 | Ольга Скрипак Чернігівська область   | 32.26,38 | Олена Сердюк Харківська область     | 33.27,50 |
| Семиборство              | Ганна Мельниченко Полтавська область | 6407     | Аліна Фьодорова Київська область     | 6126     | Анастасія Мохнюк Київська область   | 5830     |

### Шосейна спортивна ходьба
- Зимовий чемпіонат України зі спортивної ходьби 2012 був проведений 6-7 березня в Євпаторії.
- Чемпіонат України зі спортивної ходьби на 20 кілометрів 2012 був проведений 9 червня в Сумах.
- Чемпіонат України зі спортивної ходьби на 50 кілометрів 2012 був проведений 21 жовтня в Івано-Франківську.

#### Чоловіки
| Дисципліни                     | Золото                           | Золото  | Срібло                                | Срібло  | Бронза                                     | Бронза  |
| ------------------------------ | -------------------------------- | ------- | ------------------------------------- | ------- | ------------------------------------------ | ------- |
| Ходьба 20 кілометрів (зимовий) | Андрій Ковенко Вінницька область | 1:20.51 | Іван Лосев Донецька область           | 1:21.02 | Ігор Лященко Київська область              | 1:21.07 |
| Ходьба 20 кілометрів           | Андрій Ковенко Вінницька область | 1:21.36 | Олександр Вербицький Київська область | 1:24.03 | Олександр Венгловський Житомирська область | 1:24.06 |
| Ходьба 35 кілометрів (зимовий) | Олексій Казанін Донецька область | 2:35.20 | Олексій Шелест Сумська область        | 2:36.20 | Ігор Главан Київська область               | 2:38.36 |
| Ходьба 50 кілометрів           | Олексій Шелест Сумська область   | 3:53.46 | Ігор Сахарук Волинська область        | 3:54.35 | Іван Банзерук Волинська область            | 3:56.11 |

#### Жінки
| Дисципліни                     | Золото                            | Золото  | Срібло                           | Срібло  | Бронза                               | Бронза  |
| ------------------------------ | --------------------------------- | ------- | -------------------------------- | ------- | ------------------------------------ | ------- |
| Ходьба 20 кілометрів (зимовий) | Надія Боровська Волинська область | 1:33.10 | Олена Шевчук Житомирська область | 1:35.24 | Ольга Яковенко Вінницька область     | 1:35.33 |
| Ходьба 20 кілометрів           | Інна Кашина Сумська область       | 1:37.37 | Наталія Жорняк Київ              | 1:39.38 | Наталія Концевич Житомирська область | 1:40.34 |

### Крос та гірський біг
- Весняний чемпіонат України з кросу 2012 був проведений 30-31 березня в Цюрупинську.
- Осінній чемпіонат України з кросу 2012 був проведений 26-27 жовтня в Білій Церкві.

Національна першість з гірського бігу 2012 року не проводилась.

#### Чоловіки
| Дисципліни            | Золото                                   | Золото | Срібло                                   | Срібло | Бронза                           | Бронза |
| --------------------- | ---------------------------------------- | ------ | ---------------------------------------- | ------ | -------------------------------- | ------ |
| Крос 4 км (весняний)  | Олександр Жулинський Хмельницька область | 12.04  | Богдан Семенович Київська область        | 12.05  | Сергій Рибак Вінницька область   | 12.06  |
| Крос 10 км (весняний) | Богдан Семенович Київська область        | 31.14  | Антон Сімонов Дніпропетровська область   | 32.04  | Юрій Грицак Миколаївська область | 32.08  |
| Крос 4 км (осінній)   | Роман Пасічник Вінницька область         | 12.08  | Андрій Мельник Івано-Франківська область | 12.12  | Володимир Киц Київська область   | 12.13  |
| Крос 10 км (осінній)  | Ігор Гелетій Івано-Франківська область   | 31.04  | Богдан Семенович Київська область        | 31.04  | Дмитро Лашин Київська область    | 31.18  |

#### Жінки
| Дисципліни           | Золото                                   | Золото | Срібло                            | Срібло | Бронза                              | Бронза |
| -------------------- | ---------------------------------------- | ------ | --------------------------------- | ------ | ----------------------------------- | ------ |
| Крос 4 км (весняний) | Наталія Батрак Харківська область        | 14.01  | Анна Мігель Рівненська область    | 14.09  | Людмила Даниліна Херсонська область | 14.37  |
| Крос 8 км (весняний) | Оксана Сімонова Дніпропетровська область | 28.58  | Ілона Барванова АР Крим           | 29.00  | Наталія Батрак Харківська область   | 29.33  |
| Крос 3 км (осінній)  | Катерина Стеценко Київська область       | 10.22  | Марія Шаталова АР Крим            | 10.25  | Наталія Батрак Харківська область   | 10.26  |
| Крос 8 км (осінній)  | Ольга Котовська Рівненська область       | 29.08  | Анна Носенко Чернігівська область | 30.09  | Дар'я Михайлова Київська область    | 30.32  |

### Шосейний біг
- Чемпіонат України з бігу на 10 кілометрів 2012 був проведений 25 серпня у Слов'янську.
- Чемпіонат України з марафонського бігу 2012 був проведений 7 жовтня у Білій Церкві в межах Білоцерківського марафону.
- Чемпіонат України з 48-годинного бігу 2012 був проведений 3-5 серпня у Вінниці.

Чемпіонат України з напівмарафону, запланований до проведення на 29 квітня в Дніпропетровську, був скасований у зв'язку з серією вибухів містом 27 квітня.

#### Чоловіки
| Дисципліни      | Золото                                 | Золото  | Срібло                                 | Срібло  | Бронза                            | Бронза  |
| --------------- | -------------------------------------- | ------- | -------------------------------------- | ------- | --------------------------------- | ------- |
| 10 кілометрів   | Ігор Гелетій Івано-Франківська область | 29.56   | Олександр Сітковський Донецька область | 30.04   | Микола Юхимчук Волинська область  | 30.08   |
| Марафон         | Ігор Олефіренко Волинська область      | 2:14.56 | Василь Ремщук Вінницька область        | 2:15.34 | Михайло Іверук Рівненська область | 2:17.53 |
| 48-годинний біг | Олександр Борт Херсонська область      | 292,469 | Олександр Грішин Росія                 | 278,184 | Юрій Тростенюк Вінницька область  | 276,275 |

#### Жінки
| Дисципліни      | Золото                              | Золото  | Срібло                                 | Срібло  | Бронза                                   | Бронза  |
| --------------- | ----------------------------------- | ------- | -------------------------------------- | ------- | ---------------------------------------- | ------- |
| 10 кілометрів   | Тетяна Головченко Сумська область   | 33.48   | Тетяна Вернигор Харківська область     | 34.28   | Оксана Сімонова Дніпропетровська область | 34.57   |
| Марафон         | Світлана Станко Рівненська область  | 2:39.47 | Катерина Карманенко Рівненська область | 2:41.09 | Тетяна Рибальченко Харківська область    | 2:41.28 |
| 48-годинний біг | Лариса Лабарткава Львівська область | 226,223 | Світлана Качура Вінницька область      | 193,375 | Юлія Старосельська Харківська область    | 186,556 |